# Thor Lindeneg
Thor Lindeneg (født 24. april 1941 i København) er dansk surrealistisk kunstmaler bosiddende på Frederiksberg.
Thor Lindeneg udstiller fast på galleri Art International Luxembourg 

## Galleri
- Fil:Adagio 02.jpg

## Udvalgte udstillinger
- 1971-75    Kunstnernes Efteraarsudstilling
- 1973-75 Niks Malergaard
- 1975    Gyrr, Den Frie, København
- 1975-83 Galerie Passepartout, København
- 1977    Arte Fiera Bologna, Italien
- 1979    Realismus des Abenteuers, Berlin
- Halvorsen Art Gal. Oslo
- 1981    Pro, Charlottenborg, København.
- 1985    Hommage Jeroen Bosch, Gal. Husstege Holland
- 1986    Des Visionaires aux Symbolistes, Paris.
- 1988    Gal. Bulowska Sweden.
- 1989    The Edge of Fire. Birmingham, USA
- 1990    About Age. Gal. Husstege Holland.
- 1992-98 Gal. L'Oeil, Bruxelles.
- 1994-04 Gal. Gerly. København.
- 2000    Aspekter af Nyrealismen. Skive Kunstmuseum.
- 2005    InterArt Gallery, New York.
- Fantastisk Figuration, Skive Kunstmuseum.
- 2006    De sidste Surrealister, Gal. Clifford.
- 2007    Mellem mennesker, Vestjyllands Kunstmuseum
- 2009    Cirkel, Oval, Kvadrat. Vestjyllands Kunstmuseum.
- 2011    Tvaersnit. Fuglsang Kunstmuseum.
- 2013 -14 Efter Surrealismen Rønnebæksholm / kunstbygningen i Vraa /  Skive Kunstmuseum / Janus Bygningen

## Repræsenteret på
- Skive Kunstmuseum
- Trapholt Kunstmuseum
- Horsens Kunstmuseum
- Fuglsang Kunstmuseum
- Vensyssel Kunstmuseum
- Kastrupgaardsamlingen

Solgt til Ny Carlsbergfondet, valgt til årets kunstner 2009 hos Rockwool A/S.